# Aeroklub Włocławek
Aeroklub Włocławek je regionální pobočka Polského aeroklubu založená v roce 1959. Nachází se na letišti Włocławek–Kruszyn u městečka Kruszyn u Włocławku v Polsku. 

## Historie
Začátek letectví ve Włocławku připadá na leta 1935-1938, kdy na Orlíkově pláni byly postavené tři kluzáky. Studenty místní střední školy motivovaly, mimo jiné, úspěchy Stanisława Skarżyńského, který tuto školu absolvoval. 
Po druhé světové válce piloti a dobrovolníci začali pracovat na přípravě výstavby letiště v městské části. V roce 1947 Pomořský aeroklub podpořil zahájení Letecké ligy a poslal do Włocławku dvě letadla Polikarpov Po-2 s piloty. Letadla přistála na letišti „Kapitulka“ v Jasné ulici.
Během dalších 10 let se zájem o letectví ve městě a v okolí zvětšoval. V roce 1957 byla během mimořádného zasedání městské rady zvolena rada pobočky Aeroklubu. Ve stejném roce byla také během zasedání městské rady vytvořena zvláštní komise pro výstavbu hangáru a letiště o rozloze 82 hektarů. K tomuto účelu určilo ředitelství městské rady pozemek v Krzywé Góře u Włocławku.
V roce 1959 ředitelství Hlavního aeroklubu Polské lidové republiky odsouhlasilo založení Aeroklubu Włocławek. Protože na území kolem Krzywé Góry byla už zahájena výstavba Ústavů Azoty Włocławek, bylo pro výstavbu letiště vybráno nové místo u městečka Kruszyn. Stavba byla zahájena v roce 1961 a otevření proběhlo v roce 1965. Letiště mělo rozlohu 78 hektarů, na nichž byla postavena letištní budova, hangár, benzinová pumpa, garáže a přístupové cesty. 
Už v roce 1965 Aeroklub Wloclawek pořádal 3. letecké Mistrovství Polska v letecké akrobacii. Tato událost podnítila pozdější kulturní a letecké tradice spojené s Aeroklubem a s městem Włocławek. Na letišti se konají různé slavnosti a události spojené hlavně s leteckými soutěžemi. V červnu 1991 papež Jan Pavel II. sloužil na letišti mši svatou. 
Po hospodářských změnách v devadesátých letech přestal Polský aeroklub financovat lokální a regionální pobočky. Kvůli tomu se všechny polské aerokluby ocitly v poměrně obtížné situaci a musely hledat vlastní prostředky na provoz a údržbu. Právě proto byly zachovány tradice různých slavností, leteckých a modelových festivalů, které propaguji tyto oblasti vědy a sportu.